# TUR-syndroom
Het TUR-syndroom (TUR = transurethrale resectie) is een extreme complicatie die tijdens of kort na een transurethrale resectie van de prostaat (TURP) kan optreden.
Het syndroom ontstaat doordat er te veel van het spoelwater wordt geabsorbeerd en in de bloedbaan terechtkomt, waardoor het zoutgehalte van het bloed daalt (hyponatriëmie). Kenmerkende symptomen voor deze complicatie zijn: verwardheid, misselijkheid, braken, visuele stoornissen en een trage hartslag (bradycardie). De behandeling bestaat uit het toedienen van diuretica, zodat de patiënt door uitplassen het zoutgehalte weer op normaal niveau kan brengen. Sommige urologen dienen oplossingen toe met een hoog natrium- of zoutgehalte. In de meeste gevallen kan men direct na de operatie een correctie toepassen.